# Rüdiger Helm
Rüdiger Helm (* 6. října 1956 Neubrandenburg) je bývalý německý rychlostní kanoista.
Jako reprezentant bývalé Německé demokratické republiky vyhrál na Letních olympijských hrách 1976 závod jednotlivců na kilometrové trati, bronzovou medaili získal na 500 metrů a ve čtyřkajaku. Na Letních olympijských hrách 1980 vyhrál na kilometru individuální závod i čtyřkajak, ve dvoukajaku s Berndem Olbrichtem byl na poloviční trati třetí. Olympiády 1984 se kvůli bojkotu východoevropských zemí nezúčastnil, místo toho startoval na závodech Družba 84 v Berlíně, kde vyhrál singlkajak i čtyřkajak na 1000 m. Je desetinásobným mistrem světa v rychlostní kanoistice: K-1 1000 m 1978, 1979, 1981, 1982 a 1983, K-2 500 m 1978, K-4 500 m 1983 a K-4 1000 m: 1978, 1979 a 1981. Bylo mu uděleno nejvyšší východoněmecké vyznamenání, Vlastenecký řád za zásluhy. Po ukončení kariéry trénoval německou reprezentaci v kanoistice i v dračích lodích.